# Morbecque
Morbecque település Franciaországban, Nord megyében. Lakosainak száma 2538 fő (2022. január 1.). Morbecque Haverskerque, Sercus, Steenbecque, Thiennes, Vieux-Berquin, Wallon-Cappel, Blaringhem, Hazebrouck és Merville községekkel határos.

## Népesség
A település népességének változása:
| Lakosok száma | 2598 | 2582 | 2600 | 2538 | 2519 | 2524 | 2518 | 2509 | 2538 |
|               | 2013 | 2015 | 2016 | 2017 | 2018 | 2019 | 2020 | 2021 | 2022 |